# Aeoloscelis perigrapha
Aeoloscelis perigrapha is een vlinder uit de familie Stathmopodidae. De wetenschappelijke naam van de soort is voor het eerst geldig gepubliceerd in 1967 door Diakonoff.